# Bugdom
 (janvier 2017).
Si vous disposez d'ouvrages ou d'articles de référence ou si vous connaissez des sites web de qualité traitant du thème abordé ici, merci de compléter l'article en donnant les références utiles à sa vérifiabilité et en les liant à la section « Notes et références ».
Bugdom est un jeu vidéo de plates-formes sorti en 1999 initialement créé par Pangea Software pour Mac OS 9.
Il a été inclus avec l'iMac DV 2000 et plus tard sur les modèles d'iBook. La version Microsoft Windows, publiée en 2000, a été développée par Hoplite Research et publiée par On Deck Interactive, une division de Gathering of Developers. L'histoire du jeu se concentre sur le Bugdom, un royaume habité par des insectes qui apparaît comme un environnement extérieur tel un jardin.

## Description
Le jeu prend place au Royaume des insectes. Le Bugdom (contraction de Bug, insecte, et Kingdom, royaume, en anglais). Étant jadis une terre de paix et de liberté, le royaume fut renversé par un pompeux et cruel roi appelé Thorax, dirigeant une grande armée de fourmis de feu. Il fit emprisonner toutes les coccinelles (Lady Bug) du Royaume et utilisa son influence pour pourrir le cœur de beaucoup d'insectes, faisant du Bugdom une terre de désolation et de terreur.
Le joueur assume le rôle du principal protagoniste : Rollie McFly, petit cloporte chaussé de baskets, qui a survécu à l'embuscade du royaume en se réfugiant dans la pelouse. Rollie doit se rendre à la fourmilière de Thorax à l'autre bout du Bugdom, tout en libérant plusieurs coccinelles piégées le long du chemin.
Le jeu a été généralement bien reçu par les critiques, loué pour ses graphismes, son gameplay ou encore sa bande-son, mais a été critiqué pour certains problèmes techniques ainsi que la répétition du jeu. Le jeu s'est assez bien vendu, suffisamment pour justifier une suite, Bugdom 2, qui est sorti le 30 décembre 2002, et inclut un nouveau personnage, une sauterelle nommée Skip qui tente de récupérer son baluchon volé par Bully Bee, un bourdon.
Depuis le 1er mars 2002, il s'est écoulé plus de 30 000 exemplaires[Passage à actualiser][réf. nécessaire] dans le monde entier, ce qui a incité Pangea à relancer le jeu en tant que version shareware.

## Système de jeu
Le joueur découvre le jeu à travers une dizaine de niveaux, aux environnements variés. Rollie a la capacité de sauter, de frapper, et de rouler pour attaquer les ennemis les plus hostiles. De nombreux items sont dispersés dans le jeu sous forme de noix à casser. Elles contiennent des fruits pour régénérer la vie de Rollie, des champignons pour récupérer son endurance, ainsi que des trèfles pour gagner des points. Il y a également des clés (qui permettent d'ouvrir des portes pour progresser à travers les différents niveaux), et des morceaux de trèfles qui agissent comme bonus : quatre feuilles de trèfle bleu par niveau, quatre feuilles de trèfle d'or dans tout le jeu. Les portes ne peuvent être ouvertes que lorsque le joueur a la clé de couleur appropriée. Les coccinelles sont piégées à plusieurs points de chaque niveau et peuvent être libérées en détruisant leur cage.
Les noix contiennent également des Buddy Bug, petits insectes volants venant en aide à Rollie que ce dernier peut envoyer combattre un insecte à tout moment, une fois par Buddy Bug.
Lorsque Rollie atteint la sortie de niveau, le score du joueur est calculé en fonction du nombre de coccinelles libérées, du nombre de trèfles trouvés, et si les quatre morceaux du trèfle bleu ont été trouvés, le joueur gagne un bonus de points. Dans le niveau 9, si vous avez trouvé les 4 trèfles d'or dans le jeu entier, (les niveaux 2, 6, 8 et 9), ils seront comptés dans ce niveau.

## Environnement
L'environnement du jeu est le Bugdom, le royaume des insectes. C'est un endroit très diversifié qui varie beaucoup au cours des niveaux du jeu : les deux premiers niveaux prennent place dans la pelouse, zone peuplée de limace, d'insectes volants boxeurs, et de fourmis de feu. Le troisième niveau se déroule dans un étang, avec des insectes rameurs, et des moustiques. Dans ce niveau, Rollie peut chevaucher un Taxi marin, qui lui permet de se déplacer rapidement sur l'eau et de ne pas se faire gober par les poissons. Le quatrième niveau et le cinquième prennent place au crépuscule, dans une forêt. Ils sont peuplés d'abeilles, de fourmis, de chenilles et de pieds humains qui peuvent écraser Rollie. Ils contiennent également des libellules (DragonFly), que Rollie peut chevaucher pour s'envoler. Il doit quand même faire attention aux chauve-souris. Le cinquième niveau contient le premier boss du jeu : la ruche, qu'il faut enfflamer avec le DragonFly. Les deux niveaux suivant prennent place dans la ruche, peuplée d'abeille, et jonchée de grandes mares de miels, dans le septième niveau, il faut mettre la reine des abeilles hors d'état de nuire. Vient ensuite le niveau de l'attaque nocturnes, très vaste et difficile, peuplé de fourmis de tout acabit, de lucioles ramenant Rollie en arrière, et de cafards putrides. Viennent ensuite les deux derniers niveaux : ceux de la fourmilière, où il faut faire très attention aux mares de lave. Pour enfin affronter Thorax dans le dernier niveau.

## Version PC
La version PC du jeu a été développée à l'origine par Hoplite Research et publiée par On Deck Interactive, une division de Gathering of Developers. Après l'acquisition de Gathering of Developers par Take-Two Interactive en 2002, le jeu a été porté à nouveau par Ideas From the Deep, un studio de jeux vidéo.
Cependant, Take-Two a apparemment continué à publier des copies illégales de Bugdom, incitant Ideas From the Deep à contacter la division du crime du FBI.[réf. nécessaire] Malgré cela, Take-Two a continué à publier des copies après le débat.

## Accueil du public
Pangea Software considère Bugdom comme leur jeu Mac le plus populaire. La version Mac OS de Bugdom a reçu des critiques généralement positives, une note de 70 % sur GameRankings. Dziga Robilev a noté Bugdom d'un 7/10, l'appelant « un des jeux de plate-forme les mieux conçus disponibles sur Mac ». iMacSidian a estimé le jeu 5/5, en écrivant « Bugdom remplit vraiment le gros manque de jeux de plateformes sur Mac ». Mac Gamer's Ledge a évalué le jeu à 4.5 points sur une échelle de 5 points, en ajoutant : « Un régal pour les yeux et les oreilles ». AppleLinks a appelé la partition musicale du jeu fantastique et ajoute : « l'un des premiers jeux qui peuvent vraiment être appréciés par les enfants et les adultes. Ses contrôles faciles à saisir et son interface sont presque totalement transparents, même pour les nouveaux utilisateurs, et la sensation du jeu est simplement très agréable ».

## Suite
Le jeu a eu droit à une suite, Bugdom 2. Le gameplay est similaire mais cette fois-ci, le joueur incarne un nouveau personnage, une sauterelle qui doit récupérer son baluchon, volé par le méchant bourdon Bully Ben. Il s'ensuit une aventure remplie d'embuches à travers des niveaux variés.